# Universal Interactive Studios
Universal Interactive (ранее Universal Interactive Studios) — американский издатель видеоигр. Компания была основана 4 января 1994 года и возглавлялась Скипом Полом и Робертом Биниазом из MCA. Она была наиболее известна благодаря производству франшиз для платформеров Crash Bandicoot и Spyro.
В 2000 году слияние Vivendi и Universal Studios объединило подразделение Vivendi в Havas Interactive, которое в следующем году было переименовано в Vivendi Universal Games. Universal Interactive оставалась лейблом до 2004 года, когда Vivendi начала отказываться от владения Universal Studios, сохранив за собой недавно переименованную Vivendi Games.

## История

### Предшественники (1982–1993)
MCA, материнская компания Universal с 1962 по 1990 год, изначально лицензировала видеоигры напрямую в качестве товара. В 1982 году Atari лицензировала и выпустила игру ET the Extra-Terrestrial , которая считается одним из крупнейших коммерческих провалов в истории видеоигр. Лицензионное соглашение объединило режиссёра Стивена Спилберга и президента MCA Сидни Шейнберга с главным юрисконсультом Atari Чарльзом «Скипом» Полом, который присоединился к MCA после 1984 года. В 1985 году MCA приобрела LJN, производителя игрушек, который начал выпускать видеоигры в 1987 году. 
В 1990 году MCA была продана компании Matsushita Electric (теперь Panasonic), а LJN — компании Acclaim Entertainment. В течение следующих двух лет Matsushita заключила партнерское соглашение с The 3DO Company, взяв на себя обязательства по производству Panasonic для 3DO Interactive Multiplayer, а MCA — по разработке программного обеспечения для развлечений.

### Universal Interactive Studios (1994–1999)
Компания была основана 4 января 1994 года одновременно с зимней выставкой потребительской электроники (CES) 1994 года. Ключевыми фигурами в создании компании были Скип Пол и Роберт Биниаз. 10 февраля MCA приобрела миноритарный пакет акций Interplay Productions, которая должна была издавать Disruptor за пределами Северной Америки, а затем заключила дистрибьюторское соглашение с преемником Vivendi Universal Games.
Первыми играми компании в середине 1994 года стали Jurassic Park Interactive, разработанная Studio 3DO и первоначально анонсированная в 1993 году, и Way of the Warrior , разработанная Naughty Dog. 
Компания Universal заключила контракты с Naughty Dog и Insomniac Games на разработку игр на базе Юниверсал Сити под руководством вице-президента Марка Серни. В 1996 году и в 1998 году  по издательскому соглашению с Sony Computer Entertainment были выпущены игры Crash Bandicoot и Spyro the Dragon соответственно.
В 1995 году, после покупки MCA канадской компанией Seagram, производящей напитки, Universal Studios начала реорганизацию. К 1998 году подразделение Interactive Studios вошло в состав Universal Studios New Media Group, возглавляемой Полом Риу.  В том же году Серни ушёл в отставку, чтобы основать Cerny Games, которая продолжила консультировать Insomniac и Naughty Dog напрямую.
Для разработки Xena: Warrior Princess было создано собственное подразделение Universal Studios Digital Arts .
К концу 1999 года Universal Interactive Studios полностью перешла от PlayStation к разработке игр для ПК и Dreamcast, а также планировала поддержку систем следующего поколения. 
В июле 2000 года Universal Interactive Studios анонсировала один из своих первых проектов для PlayStation 2, связанный с готовящейся к выходу игрой The Mummy Returns, выход которой планировался примерно в то же время, что и выход фильма. 

#### Партнерство с Konami
16 декабря 1999 года Universal Interactive Studios и Konami объявили о создании глобального стратегического альянса. Сделка позволила бы Konami распространять и продавать игры Universal Interactive Studios, основанные на существующих проектах Universal Studios, включая такие франшизы, как The Mummy, Universal Studios Monsters , Dr. Seuss' How the Grinch Stole Christmas и Woody Woodpecker. 
В январе 2000 года Universal Interactive Studios и Konami официально объявили, что первой игрой в рамках их нового партнерства станет игра Nightmare Creatures 2 для Dreamcast. 
Сделка была расширена 27 апреля, что позволило Konami издавать и продавать больше игр. 
Четыре игры для PlayStation, выпущенные в рамках этого партнерства, были анонсированы Konami на выставке E3 2000: Woody Woodpecker Racing, The Grinch, The Mummy и Monster Force.
В сентябре сделка была расширена еще больше, включив три совершенно новых игры следующего поколения: The Thing, продолжение одноименного фильма 1982 года для Xbox,  а также отдельные игры для Game Boy Color и Game Boy Advance, игру-связь к тогда еще готовящейся к выходу игре Jurassic Park 3 и готовящуюся к выходу игру Crash Bandicoot. 

### Слияние Vivendi (2000–2006)
В июле 2000 года Seagram объединила Universal Studios с Vivendi.  После завершения слияния Universal Interactive Studios была переведена в подразделение Vivendi Havas Interactive и в конечном итоге была понижена в статусе до издательского лейбла, который теперь называется Vivendi Universal Interactive Publishing.  Под этим именем в основном публиковались сиквелы Spyro и Crash Bandicoot, а также лицензированные игры, основанные на других IP Universal.

#### 2001
На первой выставке E3 Universal Interactive Studios под руководством новых владельцев в 2001 году компания подписала эксклюзивное всемирное партнерство с Microsoft по изданию игр, основанных на Брюсе Ли, исключительно для Xbox, первой из которых стала Bruce Lee: Quest of the Dragon. Дата выхода игры объявлена не была. Среди других анонсированных на мероприятии игр была первая игра Spyro для систем, отличных от PlayStation: Spyro: Season of Ice для Game Boy Advance.  Также были представлены ранее анонсированные игры The Mummy Returns  и Crash Bandicoot: The Wrath of Cortex.
13 августа Universal Interactive Studios анонсировала первую игру Crash Bandicoot для систем, отличных от PlayStation: Crash Bandicoot XS для Game Boy Advance (позже переименованную в Crash Bandicoot: The Huge Adventure для Северной Америки), которая должна была выйти в начале 2002 года. 
Ближе к концу года название Universal Interactive Studios было сокращено до просто Universal Interactive.

#### 2002
17 января компания объявила о выпуске двух игр по мотивам The Scorpion King: Rise of the Akkadian  для GameCube и Sword of Osiris для Game Boy Advance. 31 января компания анонсировала версию Crash Bandicoot: The Wrath of Cortex для Xbox, которая выйдет в первом квартале 2002 года. 
Во время первой игровой выставки Vivendi Universal Games 19 февраля 2002 года компания Universal Interactive представила двенадцать игр:  включая ранее анонсированные игры Bruce Lee: Quest of the Dragon (выпуск которой был анонсирован в третьем квартале 2002 года), The Scorpion King: Sword of Osiris, The Thing и обе игры The Scorpion King (с анонсированной версией для PS2)  и недавно анонсированные игры, такие как Jurassic Park: Project Genesis, выход которой запланирован на четвертый квартал 2002 года на PlayStation 2, Xbox и ПК, Spyro: Season of Flame для Game Boy Advance, выход которой запланирован на третий квартал 2002 года, и Spyro: Enter the Dragonfly для PlayStation 2, выход которой запланирован на четвертый квартал 2002 года, и Monster Force для Game Boy Advance, выход которой запланирован на третий квартал 2002 года. Уже анонсированная игра Lord of the Rings Игры для Xbox и Game Boy Advance также были переданы от дочерней компании VU Sierra Entertainment компании Universal.
Перед E3 2002 7 мая компания Universal Interactive анонсировала порт Crash Bandicoot: The Wrath of Cortex на GameCube, релиз которого запланирован на третий квартал 2002 года. 
11 июня Universal Interactive объявила о планах по изданию игр по мотивам The Hulk : одну для консолей и ПК, а другую для Game Boy Advance.  9 июля портфолио GameCube компании расширилось благодаря анонсам порта GCN Spyro: Enter the Dragonfly и приобретению 4x4 Evo 2 в неизвестные сроки. В августе 2002 года Vivendi Universal Games объявила, что The Thing, The Lord of the Rings: The Fellowship of the Ring были переданы от Universal Interactive недавно созданному лейблу Black Label Games, который будет нацелен на более зрелые игры. 
Ближе к лету была анонсирована еще одна игра Crash Bandicoot для Game Boy Advance: Crash Bandicoot 2: N-Tranced. 

#### 2003
28 января была анонсирована игра о Брюсе Ли для Game Boy Advance под названием Bruce Lee: Return of the Legend. 
24 апреля материнская компания Universal Interactive объявила о своих планах на E3 2003 и анонсировала несколько новых игр, которые будут выпущены под лейблом Universal Interactive: Spyro: Attack of the Rhynocs для Game Boy Advance, Battlestar Galactica для PlayStation 2 и Xbox, Crash Nitro Kart для консолей и Game Boy Advance, и The Fast and the Furious для PlayStation 2 и Xbox, которые в итоге так и не были выпущены.

#### 2004–2006
В 2004 году Universal Interactive вошла в состав материнской компании Vivendi Universal Games, и лейбл прекратил своё существование. Компания осталась правообладателем на существующие игры, но все игры были выпущены либо под Vivendi Universal Games, либо под Sierra.

Затем Vivendi Universal объявила, что 3 марта 2006 года в результате продажи Universal Studios компании General Electric она и несколько ее подразделений, включая Vivendi Universal Games, прекратят использовать название «Universal» и станут просто Vivendi, а Vivendi Universal Games — Vivendi Games. 

## Видеоигры
| Год  | Название                                | Платформа                                                 | Разработчик                                       |
| ---- | --------------------------------------- | --------------------------------------------------------- | ------------------------------------------------- |
| 1994 | Jurassic Park Interactive               | 3DO Interactive Multiplayer                               | Studio 3DO                                        |
| 1994 | Way of the Warrior                      | 3DO Interactive Multiplayer                               | Naughty Dog                                       |
| 1996 | Crash Bandicoot                         | PlayStation                                               | Naughty Dog                                       |
| 1996 | Disruptor                               | PlayStation                                               | Insomniac Games                                   |
| 1997 | Crash Bandicoot 2: Cortex Strikes Back  | PlayStation                                               | Naughty Dog                                       |
| 1998 | Spyro the Dragon                        | PlayStation                                               | Insomniac Games                                   |
| 1998 | Running Wild                            | PlayStation                                               | Blue Shift                                        |
| 1998 | Crash Bandicoot: Warped                 | PlayStation                                               | Naughty Dog                                       |
| 1999 | Xena: Warrior Princess                  | PlayStation                                               | Universal Studios Digital Arts                    |
| 1999 | Spyro 2: Ripto's Rage!                  | PlayStation                                               | Insomniac Games                                   |
| 1999 | Crash Team Racing                       | PlayStation                                               | Naughty Dog                                       |
| 2000 | Spyro: Year of the Dragon               | PlayStation                                               | Insomniac Games                                   |
| 2000 | The Grinch                              | Dreamcast, Game Boy Color, Microsoft Windows, PlayStation | Artificial Mind and Movement                      |
| 2000 | Crash Bash                              | PlayStation                                               | Eurocom Entertainment Software                    |
| 2000 | The Mummy                               | Game Boy Color, Microsoft Windows, PlayStation            | Rebellion Developments                            |
| 2000 | Woody Woodpecker Racing                 | Game Boy Color, Microsoft Windows, PlayStation            | Syrox Developments                                |
| 2001 | The Mummy Returns                       | PlayStation 2                                             | Blitz Games                                       |
| 2001 | Spyro: Season of Ice                    | Game Boy Advance                                          | Digital Eclipse                                   |
| 2001 | Crash Bandicoot: The Wrath of Cortex    | PlayStation 2                                             | Traveller's Tales                                 |
| 2002 | Crash Bandicoot: The Huge Adventure     | Game Boy Advance                                          | Vicarious Visions                                 |
| 2002 | Crash Bandicoot: The Wrath of Cortex    | GameCube, Xbox                                            | Eurocom Entertainment Software, Traveller’s Tales |
| 2002 | Bruce Lee: Quest of the Dragon          | Xbox                                                      | Ronin Entertainment                               |
| 2002 | 4x4 EVO 2                               | GameCube                                                  | Terminal Reality                                  |
| 2002 | The Scorpion King: Rise of the Akkadian | GameCube, PlayStation 2                                   | Point of View, Inc.                               |
| 2002 | Spyro 2: Season of Flame                | Game Boy Advance                                          | Digital Eclipse                                   |
| 2002 | Monster Force                           | Game Boy Advance                                          | Digital Eclipse                                   |
| 2002 | Spyro: Enter the Dragonfly              | GameCube, PlayStation 2                                   | Check Six Games, Equinoxe Digital Entertainment   |
| 2003 | Crash Bandicoot 2: N-Tranced            | Game Boy Advance                                          | Vicarious Visions                                 |
| 2003 | Bruce Lee: Return of the Legend         | Game Boy Advance                                          | Vicarious Visions                                 |
| 2003 | Jurassic Park: Operation Genesis        | Microsoft Windows, PlayStation 2, Xbox                    | Blue Tongue Entertainment                         |
| 2003 | Hulk                                    | GameCube, Microsoft Windows, PlayStation 2, Xbox          | Radical Entertainment                             |
| 2003 | The Incredible Hulk                     | Game Boy Advance                                          | Pocket Studios                                    |
| 2003 | Spyro: Attack of the Rhynocs            | Game Boy Advance                                          | Digital Eclipse                                   |
| 2003 | Crash Nitro Kart                        | Game Boy Advance, GameCube, PlayStation 2, Xbox           | Vicarious Visions                                 |
| 2003 | Battlestar Galactica                    | PlayStation 2, Xbox                                       | Warthog Games                                     |